# Отец Браун (фильм, 1954)
Отец Браун (также известный как «Детектив» в американском прокате) — британский фильм 1954 года, основанный на рассказе «Сапфировый крест» Гилберта Кита Честертона, с Алеком Гиннессом в главной роли.

## Сюжет
В фильме отец Браун представляется как Игнатий Браун, названный в честь католического святого Игнатия Лойолы. Отец Браун должен доставить драгоценный и исторически важный крест из Лондона в Рим. Полиции и отцу Брауну известно, что драгоценный крест в пути может похитить некий Фламбо. Фламбо — неуловимый мастер маскировки, любитель собирать исторические артефакты и произведения искусства в своём поместье в частной коллекции. Цель полиции — поймать и наказать преступника. Цель священника — обратить Фламбо от криминальной жизни.

## В ролях
| Актёр            | Роль                |
| ---------------- | ------------------- |
| Алек Гиннесс     | Отец Браун          |
| Джоан Гринвуд    | леди Уоррен         |
| Питер Финч       | Фламбо              |
| Сесил Паркер     | епископ             |
| Бернард Ли       | инспектор Валентайн |
| Эрнест Тесайджер | виконт              |

## Критика
В журнале «Variety» отметили отличный актёрский состав во главе с Алеком Гиннессом.
«Нью-Йорк таймс» охарактеризовал адаптацию как «неторопливый добродушный фильм».
Леонард Малтин, известный американский кинокритик и историк кино, называет фильм очередным британским шедевром, великолепно экранизированным.

## Награды и номинации
В 1954 году на 15-м Венецианском международном кинофестивале фильм номинировался на Золотой лев.